# Sopravia
Sopravia è una frazione del comune di Pago del Vallo di Lauro, in provincia di Avellino. 
Sopravia era un casale con la propria università, cioè un'amministrazione locale indipendente, autonoma, parte del governo di Lauro, che faceva osservare le regole feudali, dove la giustizia era amministrata da un giudice e l'osservanza dal capitano del popolo.
Sopravia aveva il suo sindaco, gli eletti e un proprio catasto. Successivamente Sopravia è diventata frazione del comune di Pago.

## Storia
Nell'anno 1405, nella chiesa del convento di San Giacomo l'Abate Pandullo, presente il Priore dello stesso monastero Niccolò Sandullo di Forino, concede una casa diruta con orto a Cola Nappo del casale di Pago che in cambio offre una terra sita a la Cammarella nel casale di Sopravia.
Anno 1557. Si accoglie l'istanza del casale di Sopravia che si proceda contro i forestieri, che non si curano di pagare la bonatenenza; provveda il capitano di Lauro.
A Sopravia nell'anno 1584 vengono assegnati come quota 13 tomoli di sale.
Anno 1639. L'Università di Sopravia espone che l'ex sindaco di Sopravia Gio-Battista Mercogliano aveva fatto eseguire un sequestro ad alcuni cittadini senza notifica della Significatoria alla Università. Si ordina al capitano di Lauro di restituire l'esecuzione fatta.
Anno 1680, agosto, 30. Provis. Coll., vol. 252.↵Gli eletti dei casali di Lauro si riuniscono a parlamento, e propriamente quelli delle parrocchie di Quindici, di Mosciano, Taurano, Turricella, Pernosano, Sopravia, Marzano, Ima, Trisciano, Pago. Procedono alla proclamazione dello <<eletto generale per tutta la terra di lauro, in persona del notar Fabrizio Mercogliano.
Anno 1790. Sopravia contava 191 abitanti.
Anno 1799. Sopravia prende parte alla rivolta contro la Repubblica Partenopea, abbatte l'albero della Libertà.
Anno 1784. L'Università di Sopravia con Visciano e Marzano possiede 1 500 tomoli di territorio.